# Myriam von Fürstenberg
Myriam Therese Selimé Aimée Guarda Elisabeth Josef Hubertus Freiin von Fürstenberg (Münster, 9 december 1908 - Amstenrade, 18 juni 2006), was de van oorsprong Duitse echtgenote van de Nederlandse NSB-politicus Max graaf de Marchant et d'Ansembourg (1894-1975) die tijdens de Tweede Wereldoorlog Commissaris der provincie (de nationaalsocialistische benaming voor de Commissaris der Koningin) van Limburg was. 
Ze stamde uit het oeroude Westfaalse baronnengeslacht Fürstenberg en was een nicht van de Duitse politicus Elimar von Fürstenberg. In 1930 trouwde ze met Max de Marchant. Het echtpaar betrok kasteel Amstenrade, familiebezit van De Marchant et d'Ansembourg. Samen kregen ze vijf kinderen.
Vanwege De Marchants collaboratie in de oorlog met de Duitse bezetters hielden zij zich vanaf september 1944 tot de lente van 1945 in Duitsland verborgen tot haar echtgenoot werd gearresteerd.
Haar man had voor de oorlog voor de NSB in de Eerste en Tweede Kamer gezeten. Op grond daarvan ontving zij een staatspensioen dat - net als in het geval van Florrie Rost van Tonningen-Heubel - niet beëindigd bleek te kunnen worden.  Anders dan "de zwarte weduwe" Rost van Tonningen heeft het echtpaar De Marchant na de oorlog op geen enkele manier sympathie getoond voor het nationaalsocialistische gedachtegoed.
Fürstenberg overleed op 97-jarige leeftijd op haar kasteel Amstenrade en werd op 23 juni 2006 bijgezet in de grafkelder van de parochiekerk van Onze-Lieve-Vrouw Onbevlekt Ontvangen in Amstenrade.